# Il matto sul pallone
Il matto sul pallone (The Balloonatic) è un cortometraggio muto del 1923 diretto da Buster Keaton e Eddie Cline.
In Italia, è conosciuto anche come Il matto sulla mongolfiera.

## Trama
In un luna park, un giovane è nella casa degli orrori: ne esce con difficoltà e per strada tenta di far colpo su una ragazza, che lo snobba. Tenta quindi di abbordarne un'altra, ma anche con questa gli va male: sale con lei su una giostra e rimedia un pugno ad un occhio. Bighellonando, finisce in un parco dove si sta preparando il lancio di una mongolfiera, vi sale sopra e il pallone parte. Riesce ad entrare nella cabina, che trasforma in una casa, prima di bucarla sparando ad un uccello che vi si era posato.
Precipita vicino ad un torrente e qui di nuovo cerca di sistemarsi: trova una canoa e si mette a pescare. Risale addirittura il torrente, in cerca di salmoni e ritrova la ragazza che gli aveva mollato un pugno, mentre si appresta a fare un bagno. Dopo un'altra serie di peripezie, i due si trovano in pericolo con un orso, ma riescono a fuggire, finendo però nelle cascate. Ma la canoa era ancorata ad un nuovo pallone aerostatico (miracolosamente apparso) e i due si librano in volo, mentre lui le suona una serenata.

## Critica
- (...) "La successione immagine falsa-immagine rivelatrice ripete che le cose non sono mai quel che sembrano (...) Il cinema parla della vita ma parla di sé stesso, delle sue capacità ingannatrici e rivelatrici al tempo stesso" ([1])